# Ferguson Research Ltd.
 Harry Ferguson Research Limited va ser un equip britànic de cotxes de competició que va arribar a disputar curses a la Fórmula 1. La companyia Ferguson va ser creada la temporada 1961 de Fórmula 1 per Harry Ferguson com una branca de la seva pròpia empresa, i la va fer debutar a la F1 el pilot Jack Fairman, al GP de la Gran Bretanya essent desqualificat de la cursa per qüestions mecàniques antireglamentàries. Ferguson no va tornar a disputar cap GP més de Fórmula 1 com a escuderia pròpia però les seves tasques en el món de la competició en la construcció de vehicles amb la tracció a les 4 rodes van tornar anys més tard a la F1 amb equips com Matra i McLaren que van construir monoplaces amb els sistemes Ferguson de quatre rodes motrius.

## Resultats a la F1
| Any  | Pilot        | 1   | 2   | 3   | 4   | 5       | 6   | 7   | 8   | Posició | Punts |
| ---- | ------------ | --- | --- | --- | --- | ------- | --- | --- | --- | ------- | ----- |
| 1961 | Jack Fairman | MON | HOL | BEL | FRA | GBR DSQ | ALE | ITA | USA | -       | 0     |

## Palmarès a la F1
- Curses: 1
- Victòries: 0
- Podiums: 0
- Punts: 0